# Ski Classics 2016/2017
Ski Classics 2016/17 byl seriál dálkových závodů v běhu na lyžích během zimní sezóny. Celkové vítězství z loňského ročníku obhajovali Petter Eliassen a Britta Johansson Norgrenová.

## Program
| Závod                  | Datum              | Délka trati | Město               | Země      |
| ---------------------- | ------------------ | ----------- | ------------------- | --------- |
| Prologue - Pontresina  | 27. listopadu 2016 | 10 km       | Pontresina          | Švýcarsko |
| Sgambeda               | 3. prosince 2016   | 35 km       | Livigno             | Itálie    |
| Vasaloppet China       | 4. ledna 2017      | 50 km       | Čchang-čchun        | Čína      |
| Kaiser Maximilian Lauf | 14. ledna 2017     | 60 km       | Seefeld             | Rakousko  |
| La Diagonela           | 21. ledna 2017     | 50 km       | Svatý Mořic         | Švýcarsko |
| Marcialonga            | 29. ledna 2017     | 57 km       | Trentino            | Itálie    |
| Toblach-Cortina        | 11. února 2017     | 50 km       | Cortina d'Ampezzo   | Itálie    |
| Jizerská padesátka     | 19. února 2017     | 50 km       | Bedřichov           | Česko     |
| Vasaloppet             | 5. března 2017     | 90 km       | Sälen Mora          | Švédsko   |
| Birkebeinerrennet      | 18. března 2017    | 54 km       | Lillehammer         | Norsko    |
| Årefjällsloppet        | 25. března 2017    | 55 km       | Åre                 | Švédsko   |
| Reistadløpet           | 1. dubna 2017      | 50 km       | Setermoen-Bardufoss | Norsko    |
| Ylläs - Levi           | 8. dubna 2017      | 60 km       | Levi                | Finsko    |

## Pořadí Ski Classics

### Konečné pořadí (po 13 z 13 závodů)
Stav k 8. 4. 2017
| Muži             | Muži                 | Muži  |
| Pořadí           | Jméno                | Body  |
| ---------------- | -------------------- | ----- |
| Zlatá medaile    | Tord Asle Gjerdalen  | 1 744 |
| Stříbrná medaile | Petter Eliassen      | 1 442 |
| Bronzová medaile | Andreas Nygaard      | 1 312 |
| 4.               | Stian Hoelgaard      | 1 269 |
| 5.               | Morten Eide Pedersen | 1 208 |
| 6.               | Anders Aukland       | 992   |
| 7.               | Øystein Pettersen    | 946   |
| 8.               | Ilya Chernousov      | 876   |
| 9.               | Simen Østensen       | 849   |
| 10.              | Kjetil Dammen        | 766   |

| Ženy             | Ženy                        | Ženy  |
| Pořadí           | Jméno                       | Body  |
| ---------------- | --------------------------- | ----- |
| Zlatá medaile    | Britta Johansson Norgrenová | 2 120 |
| Stříbrná medaile | Kateřina Smutná             | 1 825 |
| Bronzová medaile | Astrid Øyre Slindová        | 1 473 |
| 4.               | Sara Lindborgová            | 1 204 |
| 5.               | Emilia Lindstedtová         | 973   |
| 6.               | Barbara Jezerseková         | 770   |
| 7.               | Heli Heiskanenová           | 745   |
| 8.               | Lina Korsgrenová            | 691   |
| 9.               | Laila Kveliová              | 664   |
| 10.              | Justyna Kowalczyková        | 660   |

### Konečné pořadí sprintu (po 13 z 13 závodů)
Stav k 8. 4. 2017
| Muži             | Muži                   | Muži |
| Pořadí           | Jméno                  | Body |
| ---------------- | ---------------------- | ---- |
| Zlatá medaile    | Andreas Nygaard        | 281  |
| Stříbrná medaile | Morten Eide Pedersen   | 181  |
| Bronzová medaile | Petter Eliassen \| 139 |      |
| 4.               | Anton Karlsson         | 100  |
| 5.               | Jens Eriksson          | 92   |
| 6.               | Anders Høst            | 86   |
| 7.               | Simen Østensen         | 85   |
| 8.               | Ermil Vokuev           | 80   |
| 9.               | Markus Ottosson        | 75   |
| 10.              | Tord Asle Gjerdalen    | 47   |

| Ženy             | Ženy                        | Ženy |
| Pořadí           | Jméno                       | Body |
| ---------------- | --------------------------- | ---- |
| Zlatá medaile    | Britta Johansson Norgrenová | 440  |
| Stříbrná medaile | Kateřina Smutná             | 160  |
| Stříbrná medaile | Justyna Kowalczyková        | 160  |
| 4.               | Astrid Øyre Slindová        | 135  |
| 5.               | Masako Ishidaová            | 60   |
| 6.               | Lina Korsgrenová            | 50   |
| 7.               | Sara Lindborgová            | 30   |
| 7.               | Olga Rotchevová             | 30   |
| 9.               | Laila Kveliová              | 10   |
| 9.               | Emilia Lindstedtová         | 10   |

### Konečné pořadí do 26 let (po 13 z 13 závodů)
Stav k 8. 4. 2017
| Muži             | Muži             | Muži  |
| Pořadí           | Jméno            | Body  |
| ---------------- | ---------------- | ----- |
| Zlatá medaile    | Stian Hoelgaard  | 1 269 |
| Stříbrná medaile | Oskar Kardin     | 688   |
| Bronzová medaile | Oscar Persson    | 622   |
| 4.               | Torleif Syrstad  | 478   |
| 5.               | Anders Høst      | 476   |
| 6.               | Andreas Holmberg | 317   |
| 7.               | Bob Impola       | 305   |
| 8.               | Mauro Brigadoi   | 263   |
| 9.               | Johan Lövgren    | 205   |
| 10.              | Pavel Ondrášek   | 178   |

| Ženy             | Ženy                    | Ženy |
| Pořadí           | Jméno                   | Body |
| ---------------- | ----------------------- | ---- |
| Zlatá medaile    | Evelina Bångmanová      | 181  |
| Stříbrná medaile | Svenja Hoelzleová       | 140  |
| Bronzová medaile | Kristin Antonsenová     | 75   |
| 4.               | Julia Janssonová        | 66   |
| 4.               | Sandra Schützová        | 66   |
| 6.               | Elisabeth Schichoová    | 66   |
| 7.               | Julia Svanová           | 66   |
| 8.               | Jessica Wirthová        | 50   |
| 9.               | Clara Aulandová         | 38   |
| 10.              | Magdalena Maierhoferová | 66   |

### Konečné pořadí týmů (po 13 z 13 závodů)
Stav k 8. 4. 2017
| Muži             | Muži                          | Muži  |
| Pořadí           | Jméno                         | Body  |
| ---------------- | ----------------------------- | ----- |
| Zlatá medaile    | Team Santander                | 6 496 |
| Stříbrná medaile | Lager 157 Ski Team            | 4 384 |
| Bronzová medaile | Team United Bakeries          | 3 948 |
| 4.               | Team LeasePlan                | 3 804 |
| 5.               | Team BN Bank                  | 2 521 |
| 6.               | Team Serneke                  | 2 299 |
| 7.               | Team Pioneer Investments      | 2 148 |
| 8.               | Russian Marathon Team         | 1 285 |
| 9.               | Team Robinson Petshop Trainer | 1 130 |
| 10.              | Team Tynell                   | 1 023 |